# Ginástica artística nos Jogos Pan-Americanos de 2015 - Barras assimétricas
A competição das barras assimétricas feminino foi um dos eventos da ginástica artística nos Jogos Pan-Americanos de 2015. Foi disputada no Toronto Coliseum no dia 14 de julho. 

## Calendário
Horário local (UTC-4).
| Data        | Horário | Fase  |
| ----------- | ------- | ----- |
| 14 de julho | 15:30   | Final |

## Medalhistas
| Ouro   | USA Rachel Gowey   |
| Prata  | VEN Jessica López  |
| Bronze | USA Amelia Hundley |

## Resultados

### Qualificação
| Pos. | Ginasta              |        | Notas |
| ---- | -------------------- | ------ | ----- |
| 1    | USA Rachel Gowey     | 14.750 | Q     |
| 2    | USA Amelia Hundley   | 14.500 | Q     |
| 3    | VEN Jessica López    | 14.300 | Q     |
| 4    | CAN Isabela Onyshko  | 14.300 | Q     |
| 5    | GUA Ana Sofía Gómez  | 14.250 | Q     |
| 6    | CAN Madison Copiak   | 13.800 | Q     |
| 7    | MEX Ahtziri Sandoval | 13.800 | Q     |
| 8    | MEX Elsa García      | 13.600 | Q     |
| 9    | BRA Flávia Saraiva   | 13.400 | R     |
| 10   | CUB Marcia Videaux   | 13.350 | R     |
| 11   | COL Marcela Sandoval | 13.200 | R     |

### Final
| Pos.              | Ginasta              |        | Notas |
| ----------------- | -------------------- | ------ | ----- |
| Medalha de ouro   | USA Rachel Gowey     | 14.725 |       |
| Medalha de prata  | VEN Jessica López    | 14.700 |       |
| Medalha de bronze | USA Amelia Hundley   | 14.650 |       |
| 4                 | MEX Elsa García      | 13.950 |       |
| 5                 | GUA Ana Sofía Gómez  | 13.900 |       |
| 6                 | MEX Ahtziri Sandoval | 13.775 |       |
| 7                 | CAN Madison Copiak   | 13.600 |       |
| 8                 | CAN Isabela Onyshko  | 13.325 |       |